# Тусталь
Ту́сталь — річка в Україні, в межах Сарненського району Рівненської області. Права притока Случі (басейн Прип'яті). 

## Опис
Довжина 27 км, площа басейну 111 км². Долина завширшки до 2,5 км, завглибшки до 10 м. Заплава двобічна, часто заболочена, завширшки 300—400 м. Річище звивисте, в нижній течії випрямлене; завширшки до 18 м, пересічна глибина 0,5—1 м. Похил річки 0,85 м/км. 

## Розташування
Тусталь бере початок у лісовому масиві на схід від села Ясногірки. Тече переважно на захід і північний захід. Впадає до Случі біля північно-західної околиці села Кам'яне-Случанське. 
Над річкою розташовані села: Ясногірка, Селище, Кам'яне-Случанське. 